# 里奇菲爾德 (紐約州)
里奇菲爾德（英語：Richfield）是一個位於美國紐約州奧齊戈縣的鎮。

## 人口
根據2020年美國人口普查的數據，里奇菲爾德的面積為84.06平方千米，當中陸地面積為79.92平方千米，而水域面積為4.14平方千米。當地共有人口2065人，而人口密度為每平方千米25人。